# Жеравино
Жеравино (на сръбски: Жеравино или Žeravino) е село, разделено след 1920 г. между България и Сърбия. Българската част е в община Кюстендил, област Кюстендил, а сръбската — в община Босилеград, Пчински окръг.

## География
Село Жеравино е разположено на границата с Република Сърбия и Република Северна Македония (пирамида №106). Намира се в най-северозападната част на Географската област Каменица - в ъгъла, където българската граница прави т. нар. лакът. Оттук на североизток започва Чудинската планина.
Надморска височина  при черквата - 1193 м, на границата при Тройната пирамида /Градището/ - 1335.
Селото е на пътя за Враня, местностите през Турско били опасни, селяните-дервенджии охранявали прохода и имали право да носят оръжие. За тази си дейност били освободени от някои данъци , а селото придобило статут на дервенджийско. Затова към 1866 г. селото е било сравнително голямо - 400 души.
Жеравино отстои на 33 км запад-северозападно от гр. Кюстендил. Това е най-отдалеченото село от града в географската област Каменица. То е гранично село, единственото  в района, на което землището граничи с две държави - Р Сърбия и РС Македония. Дължината на границата с РС Македония е около 3 км, а с Р Сърбия - 4,6 км. След Ньойския договор /1919/ две махали от с. Жеравино - Горна махала /най-голямата/ и Егълска остават в пределите на тогавашното Сръбско--Хърватско - Словенско Кралство с голяма част от землището. Тук Международна комисия идва на 3 ноември 1920 г., в 10,22 ч преди обед и побива кола на Ньойската граница в местността Градище, хребета Каназирица /1335 м/. Това  става автоматично най-западната точка на България. Тази граница изключително много затруднява местното население, което я нарича "Черната граница". На селяните се разрешавало да си обработват имотите в Сръбско, само когато са показвали документ - "прелазница". Притежавал го е всеки имащ земя оттатък границата при положение, че си е платил данъка в община Бистър, където се е числил имота, с изключение на периода 1941-1944 г. През 1949 г., когато отношенията се изострят, хората окончателно изгубват имотите си, което засилва изселническия процес.
Жеравино, и по-специално неговата Горчилска махала, е най-западното населено място в Република България. 
Доскоро се смяташе, че най-западната точка на България е в местността Градище на хребета Каназирица, където е тристенната гранична пирамида между трите държави - Р България, Р Сърбия и РС Македония. Това е пирамида №106 по старата номерация, а по новата номерация  - пирамида №456. В някои публикации се пише, че близките връх Китка или Шулеп камък са най-западните точки, но това не е точно. Те се намират съответно на 900 м югоизточно и на 750 м северозападно от горецитираната пирамида. От 2014 г. насам са извършени по-прецизни измервания и  от Националния статистически институт е обявено, че най-западната точка на България се намира в Западна Стара планина, на около 3 км южно от в. Връшка чука /692 м/ в землището на село Киреево, в местността "Затворническа поляна" /463 м/, при гранична пирамида по старата номерация 402, а по новата - 160 и е на около 200 м по-западно от точката при с. Жеравино. Нова и стара номерация на пирамидите, защото преди Македония да се обяви за независима държава /1991/, номерацията на тогавашните НРБ и СФРЮ започваше от връх Тумба и завършваше при устието на р. Тимок. След тази година номерацията от Тумба до тристенната пирамида при село Жеравино се запази от 1 до 106, а номерацията между РБ и РС започна от устието на р. Тимок и завърши на тристенната пирамида при с. Жеравино. Така че пирамида 106 и 456 е една и съща - тристенна пирамида висока 2 м.
Името на с. Жеравино е прилагателно от името на птицата жерав. При сезонните си прелитания жерави са кацали в мочурището и блатото, които обхващат голяма част от местностите Горно и Долно поле. 
Някои стари хора са казвали, че след опожаряването на селото от турците през една нощ, то било превърнато в жарава /жар/.
Климатът е умерен, преходно- континентален с полупланински характер. 
Селото е от разпръснат тип и е образувано от 5 махали:
- Дюлгерска,
- Радевска,
- Чергарска,
- Горчилска - най-западната махала
- Папрадска.

През годините селото на територията на България принадлежи към следните административно-териториални единици: община Бобешино (1883-1934), община Долно село (1934-1978), към кметство Бобешино от Гюешевска селищна система (1978-1983), към кметство Бобешино от Гърлянска селищна система (1983 – 1987). След разтурянето на селищните системи и в момента, село Жеравино е към кметство Бобешино от община Кюстендил и се обслужва от кметски наместник, който отговаря за няколко села в района..

## Население
| Година    | 1880 | 1900 | 1926 | 1934 | 1946 | 1956 | 1965 | 1975 | 1978 | 2001 | 2010 | 2020 |
| Население | 375  | 420  | 302  | 286  | 239  | 147  | 40   | 20   | 10   | 7    | 6    | 2    |

## История
Няма запазени писмени данни за времето на възникване на селото. Останките от антично и средновековно селище свидетелстват, че районът е населяван от дълбока древност.
Село Жеравино е старо средновековно селище, регистрирано в османски данъчен регистър от 1570-1572 г. под името Жеравино, с 20 християнски домакинства и 15 ергени. Има статут на дервенджийско село.
В началото на 20 век землището на селото включва 3484 дка ниви, 676 дка естествени ливади, 607 дка мери, 1179 дка гори и др. и се отглеждат 1126 глави дребен и 316 глави едър добитък.
Основен поминък на селяните са земеделието и животновъдството. Развити са домашните занаяти, има бакалница и кръчма.
През 1893 г. е построена църквата „Свети Георги“
Селото има начално училище в края на XIX в. в частни къщи. Нова училищна сграда е построена през 1938 г. Училището е закрито е през 1960 г. Децата учат в прогимназиите в Бобешино или Долно село, където са били на седмичен пансион.
През 1943 г. в селото се отглеждат 3532 овце, 97 кози, 412 говеда, 130 коня, 136 свине и 646 птици. През 1938-1943 г. в местността „Вели връх“ са залесени 28 дка с акация, бял и черен бор, през 1947-1949 г. в местността „Женско присое“ са залесени 220 дка.
През 1957 г. заедно със селата Бобешино, Коприва и Црешньово е учредено ТКЗС „Граничар“. Селото е към ДЗС Кюстендил, филиал Долно село от 1960 г.; от 1963 г. - към ДЗС Раненци, от 1971 г. - към АПК Кюстендил, филиал Долно село. От 1979 г. е в състава на АПК „Румяна войвода“ - с. Гърляно. След 1991 г. следва ликвидация и връщане земята на бившите собственици, разпродажба на имуществото на колективните стопански форми, раздаване на нищожни дивиденти, след което обработваемите площи запустяват.
Селото е електрифицирано (1981). За вода се използват местни извори и чешми. През последните десетилетия церовата гора и овошките са нападнати от лишеи. Увеличават се популациите на диви свине, които преорават запустялата земя и дворовете на напуснатите къщи. Активизират се миграционни процеси. Те започват след Освобождението и особено след Ньойския договор.

## Село Жеравино в Сърбия
Население
| Година    | 1948 | 1953 | 1961 | 1971 | 1981 | 1991 | 2002 | 2011 |
| Население | 178  | 176  | 152  | 152  | 68   | 34   | 24   | 16   |

Етнически състав (2002)
| Народност        | българи | сърби   | македонци |
| % от населението | 76,20 % | 19,04 % | 4,76 %    |

## Религии
Село Жеравино принадлежи в църковно-административно отношение към Софийска епархия, архиерейско наместничество Кюстендил. Населението изповядва източното православие.

## Исторически, културни и природни забележителности
- Църква „Свети Георги“. Построена е през 1893 г. Сега близо до църквата /на около 500 м/  минава граничната бразда с Република Сърбия. Църквата представлява трикорабна псевдобазилика, с два реда от по две колони, съединени с арки, разделящи корабите. Северната и южната стена са удължени на запад, съединени с аркада от две колони, поддържащи и отделението за хора. Над средния кораб има четири слепи купола, а страничните кораби са с плоски тавани с дъсчена общшивка. Иконостасът е с дъсчена направа без резба, изпълнен с растителни орнаменти, с изключение на олтарните двери и кръста, които са резбовани. Иконите и стенописите са рисувани от живописеца Евстатий Попдимитров от село Осой, сега в Северна Македония.

## Редовни събития
- Събор на празника на Свети Йоаким Осоговски.
- От края на първото десетилетие на ХХI в., в края на август, до църквата се провежда Международен събор "Краище". В него участват българи, хора от Р Сърбия и по-рядко от РС Македония.
- След 2010 г.,ежегодно през средата на октомври, се провежда Международна туристическа среща при тристенната пирамида. Събират се и прекарват няколко часа при задушевна обстановка няколкостотин туристи от България, Р Сърбия и РС Македония. По време на епидемията от COVID-19, съборът и срещата не се състояха.

## Личности
- Цоню Дамянов (1899 -), юрист, д-р на правните науки
- Стоил Бонев Милков(1941-), доц.д-р инж. дългогодишен преподавател в УАСГ